# Neuvy (Marne)
Neuvy je francouzská obec v departementu Marne v regionu Grand Est. Žije zde 272 obyvatel.

## Poloha obce
Obec leží na jihozápadě departementu Marne u jeho hranic s departementem Seine-et-Marne, tedy i u hranic regionu Grand Est s regionem Île-de-France.

### Sousední obce
| Růžice kompasu |                                          | Joiselle   | Champguyon | Růžice kompasu |
| Růžice kompasu | Réveillon                                | Sever      | Esternay   | Růžice kompasu |
| Růžice kompasu | Réveillon                                | Neuvy      | Esternay   | Růžice kompasu |
| Růžice kompasu | Réveillon                                | Jih        | Esternay   | Růžice kompasu |
| Růžice kompasu | Saint-Martin-du-Boschet (Seine-et-Marne) | Courgivaux |            | Růžice kompasu |